# Агерд, Найеф
Найе́ф Аге́рд (фр. Nayef Aguerd; род. 30 марта 1996, Кенитра) — марокканский футболист, защитник клуба «Вест Хэм Юнайтед» и сборной Марокко. Выступает на правах аренды за клуб «Реал Сосьедад».

## Клубная карьера
Агерд — воспитанник клуба «ФЮС». В 2014 году он дебютировал в чемпионате Марокко. Летом 2018 года Агерд перешёл во французский «Дижон». 25 августа в матче против «Ниццы» он дебютировал в Лиге 1. 7 марта 2020 года в поединке против «Тулузы» Найеф забил свой первый гол за «Дижон». Летом 2020 года Агерд перешёл в «Ренн». 22 августа в матче против «Лилля» он дебютировал за новый клуб. 13 сентября в поединке против «Нима» Найеф забил свой первый гол за «Ренн».
В июне 2022 «Вест Хэм Юнайтед» объявил о подписании контракта с защитником.

## Международная карьера
31 августа 2016 года в товарищеском матче против сборной Албании Агерд дебютировал за сборную Марокко. 2 сентября 2021 года в отборочном поединке чемпионата мира 2022 против сборной Судана Найеф забил свой первый гол за национальную команду. 
В 2022 году Агерд принял участие в Кубке Африки 2021 в Камеруне. На турнире он сыграл в матчах против команд Ганы, Комор, Габона, Малави и Египта.
10 ноября 2022 года был включён в официальную заявку сборной Марокко для участия в матчах чемпионата мира 2022 года в Катаре.

### Голы за сборную Марокко
| # | Дата            | Место                               | Противник | Счёт | Результат | Соревнование                     |
| - | --------------- | ----------------------------------- | --------- | ---- | --------- | -------------------------------- |
| 1 | 2 сентября 2021 | Принц Мулай Абделла, Рабат, Марокко | Судан     | 1:0  | 2:0       | Чемпионат мира 2022 квалификация |

## Достижения

### Командные
«Вест Хэм Юнайтед»
- Победитель Лиги конференций УЕФА: 2022/23

### Награды
- Офицер Ордена Трона (2022)[15]